# Thomas Ebbesen
Thomas Ebbesen (Oslo, 30 januari 1954) is een Noors fysisch scheikundige en hoogleraar aan de Université de Strasbourg in Frankrijk gekend voor zijn pionierswerk in de nanowetenschappen rond de wisselwerking tussen licht en materie.
Hij groeide eerst op in Noorwegen maar verhuisde met zijn ouders naar Parijs waar hij school liep. Hij studeerde biologie in het Amerikaanse Oberlin (Ohio) aan het Oberlin College. Hij promoveerde tot het doctoraat in de chemie aan de Université Pierre-et-Marie-Curie over artificiële fotosynthese. Hij maakte de overstap naar het privaat onderzoekslab van NEC Corporation waar hij in de Fundamental Research Laboratories in 1989 het fenomeen ‘extraordinary optical transmission’ ontdekte. Hij nam een leerstoel op in Straatsburg waar hij het University of Strasbourg Institute for Advanced Study (USIAS) leidt en lid is van het Institut de Science et d’Ingénierie Supramoléculaires (ISIS).

## Erkenning
In 2001 ontving hij de Agilent Europhysics Prize samen met Sumio Iijima, Cees Dekker en Paul McEuen. In 2005 werd hij laureaat van de France Telecom Prix van de Franse Académie des sciences, in 2009 de Quantum Electronics and Optics Prize van de European Physical Society. Ebbesen werd laureaat van de door koning Harald uitgereikte Kavli Prize in Nanoscience “for transformative contributions to the field of nano-optics that have broken long-held beliefs about the limitations of the resolution limits of optical microscopy and imaging”, samen met Stefan Hell en Sir John Pendry in 2014. In 2018 werd hij geëerd als doctor honoris causa aan de KU Leuven. Hij werd eerder al gelauwerd met een eredoctoraat door de Syddansk Universitet en zijn alma mater, het Amerikaans Oberlin College in Ohio.
Hij is intussen zelf lid van de Académie des sciences en de Koninklijke Vlaamse Academie van België voor Wetenschappen en Kunsten.

## Selecte bibliografie
- Ebbesen, T. W., Ajayan, P. M. (1992). Large-scale synthesis of carbon nanotubes. Nature 358 (6383): 220. DOI: 10.1038/358220a0.
- Dujardin, E., Ebbesen, T. W., Hiura, H., Tanigaki, K. (1994). Capillarity and Wetting of Carbon Nanotubes. Science 265 (5180): 1850. PMID 17797225. DOI: 10.1126/science.265.5180.1850.
- Treacy, M. M. J., Ebbesen, T. W., Gibson, J. M. (1996). Exceptionally high Young's modulus observed for individual carbon nanotubes. Nature 381 (6584): 678. DOI: 10.1038/381678a0.
- Ebbesen, T. W., Lezec, H.J., Ghaemi, H.F., Thio, T., Wolff, P.A. (1998). Extraordinary optical transmission through sub-wavelength hole arrays. Nature 391 (6668): 667. DOI: 10.1038/35570.
- Genet, C., Ebbesen, T. W. (2007). Light in tiny holes. Nature 445 (7123): 39. PMID 17203054. DOI: 10.1038/nature05350.